# 코스나인
주식회사 코스나인(Cosnine)은 경기도 김포시에 본사를 둔 화장품 제조 기업이다.